# Elecciones municipales de Andahuaylas de 1963
Las elecciones municipales de Andahuaylas de 1963 se llevaron a cabo el 15 de diciembre de 1963 para elegir al alcalde y al Concejo Provincial de Andahuaylas para el periodo 1964-1966. La elección se celebró simultáneamente con elecciones municipales en todo el país. Por primera vez en la historia del Perú, las autoridades locales fueron elegidas por voto universal alfabeto y directo.

## Sistema electoral
La Municipalidad Provincial de Andahuaylas es el órgano administrativo y de gobierno de la provincia de Andahuaylas. Está compuesta por el alcalde y el Concejo Provincial.
La votación del alcalde y el concejo se realiza en base al sufragio universal alfabeto, que comprende a todos los ciudadanos nacionales mayores de veintiún años, empadronados y residentes en la provincia de Andahuaylas y en pleno goce de sus derechos políticos.
El Concejo Provincial de Andahuaylas está compuesto por 9 concejales elegidos por sufragio directo para un período de tres (3) años, en forma conjunta con la elección del alcalde (quien lo preside). La votación es por lista cerrada y bloqueada. Se asigna a cada lista los escaños según el método d'Hondt.

## Partidos y candidatos
A continuación se muestra una lista de los principales partidos y alianzas electorales que participaron en las elecciones:
| Candidatura | Candidatura | Partidos y alianzas | Candidatos | Candidatos          | Ideología                                           | Ref. |
| ----------- | ----------- | --- | ---------- | ------------------- | --------------------------------------------------- | ---- |
|             | AP–DC       | Lista - Alianza Acción Popular - Democracia Cristiana (AP–DC) – Acción Popular (AP) – Partido Demócrata Cristiano (DC)                          |            | Carlos Flores Pinto | Liberalismo Humanismo Democracia cristiana          |      |
|             | APRA–UNO    | Lista - Coalición Partido Aprista Peruano - Unión Nacional Odriísta (APRA–UNO) – Partido Aprista Peruano (APRA) – Unión Nacional Odriísta (UNO) |            | Raúl Salas Herrera  | Aprismo Conservadurismo social Populismo de derecha |      |

## Resultados

### Sumario general
|                        |                                                                        |              |              |              |            |            |
| Partidos y coaliciones | Partidos y coaliciones                                                 | Voto popular | Voto popular | Voto popular | Concejales | Concejales |
| Partidos y coaliciones | Partidos y coaliciones                                                 | Votos        | %            | +/−          | Total      | +/−        |
|                        | Alianza Acción Popular - Democracia Cristiana (AP–DC)                  | 2,579        | 60.12        | n/a          | 6          | n/a        |
|                        | Coalición Partido Aprista Peruano - Unión Nacional Odriísta (APRA–UNO) | 1,711        | 39.88        | n/a          | 3          | n/a        |
|                        |                                                                        |              |              |              |            |            |
| Total                  | Total                                                                  | 4,290        |              |              | 9          | n/a        |
|                        |                                                                        |              |              |              |            |            |
| Votos válidos          | Votos válidos                                                          | 4,290        | 94.47        | n/a          |            |            |
| Votos en blanco        | Votos en blanco                                                        | 96           | 2.11         | n/a          |            |            |
| Votos nulos            | Votos nulos                                                            | 155          | 3.41         | n/a          |            |            |
| Votos emitidos         | Votos emitidos                                                         | 4,541        | 73.47        | n/a          |            |            |
| Abstenciones           | Abstenciones                                                           | 1,640        | 26.53        | n/a          |            |            |
| Votantes registrados   | Votantes registrados                                                   | 6,181        |              |              |            |            |
|                        |                                                                        |              |              |              |            |            |
| Fuente:                |                                                                        |              |              |              |            |            |

## Elecciones municipales distritales

### Resultados por distrito
La siguiente tabla enumera el control de los distritos de la provincia de Andahuaylas.
| Distrito             | Alcalde(sa) electo(a)        | Partido político           | Partido político           |
| -------------------- | ---------------------------- | -------------------------- | -------------------------- |
| Andarapa             | Tulio Casafranca Hermoza     |                            | Alianza AP-DC              |
| Chiara               | Ancelmo Rojas Pérez          |                            | Alianza AP-DC              |
| Chincheros           | Héctor del Pozo Galván       |                            | Alianza AP-DC              |
| Cocharcas            | José Dapozzo Cevallos        |                            | Alianza AP-DC              |
| Huancarama           | Raúl Aguero Hurtado          |                            | Coalición APRA-UNO         |
| Huancaray            | Elecciones anuladas          | Elecciones anuladas        | Elecciones anuladas        |
| Kishuará             | Eberhard Duda Starke         |                            | Alianza AP-DC              |
| Ocobamba             | Marcial Reinaga Urquizo      |                            | Coalición APRA-UNO         |
| Ongoy                | América Otiniano de Pinto    |                            | Alianza AP-DC              |
| Pacobamba            | Trinidad Peña Pacheco        |                            | Alianza AP-DC              |
| Pacucha              | Sin información disponible   | Sin información disponible | Sin información disponible |
| Pampachiri           | Luis Calle Espinoza          |                            | Coalición APRA-UNO         |
| Pomacocha            | Sin información disponible   | Sin información disponible | Sin información disponible |
| San Antonio de Cachi | Gumercindo Peceros Cáceres   |                            | Coalición APRA-UNO         |
| San Jerónimo         | Leandro Ibáñez Reynaga       |                            | Alianza AP-DC              |
| Talavera             | Dalmiro Lerzundi Quintanilla |                            | Alianza AP-DC              |
| Turpo                | Sergio Cárdenas Viguria      |                            | Alianza AP-DC              |